# Wilhelm Otto von Glasenapp

Wappen der Familie von Glasenapp

Wilhelm Otto von Glasenapp, in Russland Wladimir von Glasenapp (* 2. Februar 1786 in Perrist/Livland (estl. Peri); † 16. Dezember 1862 in Sankt Petersburg); war  Generalleutnant der kaiserlich russischen Armee.

## Leben und militärischer Werdegang
- Eintritt bei den Garde-Ulanen
- 1804 Offizier
- 1812 Rittmeister
- 1816 Oberst
- 1819 Generalmajor
- 1832 Generalleutnant

Er befehligte nacheinander die 1. und 5. leichte Kavallerie- und die 2. Ulanen-Division. Glasenapp quittierte 1846 den Dienst.
Verheiratet war er zweimal. Aus erster Ehe stammen eine Tochter und zwei Söhne. Die Tochter Annette heiratet 1847 den Vizeadmiral Woldemar von Glasenapp. Sie war Hofdame bei der Kaiserin von Russland.

## Auszeichnungen
- 1813 Eisernes Kreuz nach der Schlacht bei Kulm
- 1814 Pour le Mérite (nach der Einnahme von Paris 1814 verliehen durch König Friedrich Wilhelm III.)
- 1814 Offizierkreuz des Orden des Heiligen Georg (nach der Schlacht bei Montmirail 1814)
- 1832 Kommandeur-Kreuz des Orden des Heiligen Georg (nach der Schlacht und Einnahme von Warschau 1831, → Novemberaufstand)
- Ehrensäbel mit Diamanten